# Sid Vicious
Sid Vicious, właśc. John Simon Ritchie (ur. 10 maja 1957 w Londynie, zm. 2 lutego 1979 w Nowym Jorku) – angielski muzyk, w latach 1977–1978 basista punkrockowego zespołu Sex Pistols. Dołączył do grupy w 1977 roku w zastępstwie za Glena Matlocka.
W trakcie swojej kariery muzycznej był uzależniony od heroiny, przez co Sex Pistols miało problemy z nagraniem swojego debiutanckiego albumu – w rezultacie Vicious na basie gra tylko w jednej piosence. Jego partnerką była Nancy Spungen, z którą związek także opierał się w dużej mierze na narkotykach. W październiku 1978 roku Spungen została odnaleziona martwa w pokoju hotelowym w Chelsea na Manhattanie, a Vicious został oskarżony o jej zamordowanie. Za kaucją opuścił więzienie 1 lutego 1979 roku.
Zmarł 2 lutego 1979 roku z powodu przedawkowania heroiny, a jego ciało zostało odnalezione rano. Po kremacji jego ciała matka Sida znalazła list pożegnalny, co wskazywałoby na to, że Vicious planował popełnić samobójstwo. Jego prochy zostały rozsypane nad grobem Spungen.

## Życiorys
Rzucił szkołę w wieku 15 lat, pracował w fabryce zanim zaczął zapisywać się na kursy w różnych lokalnych college'ach. Kiedy miał około 16 lat, jego matka wyrzuciła go z domu.

## Kariera muzyczna
Po odejściu Glena Matlocka zajął miejsce basisty w Sex Pistols. Jest twórcą i prekursorem punkowej ekspresji na koncertach, która z czasem przybrała nazwę tańca pogo. W marcu 1977 roku poznał Nancy Spungen, z którą zaczął się spotykać. Ostatnim koncertem Viciousa z Sex Pistols był koncert na Winterland Ballroom, 14 stycznia 1978 roku. Od tego czasu występował jako solowy wokalista z własnym zespołem, z którym grał z takimi artystami jak Mick Jones z The Clash, Rat Scabies z The Damned i Johnny Thunders. Nagrał w studiu kilka piosenek, między innymi cover Franka Sinatry „My Way”, a utwory z jego krótkiej kariery solowej zostały zebrane na albumie Sid Sings. Swój ostatni koncert dał w Max's.

## Morderstwo i śmierć
12 października 1978 roku został oskarżony o zamordowanie swojej narzeczonej Nancy Spungen w Hotelu Chelsea w Nowym Jorku. Nóż, którym Spungen odniosła śmiertelną ranę, należał do Viciousa. Został aresztowany i postawiono mu zarzut morderstwa II stopnia. 22 października, 10 dni po jej śmierci, Vicious próbował popełnić samobójstwo poprzez podcięcie sobie żył. Szybko został odwieziony do szpitala Bellevue i hospitalizowany. 9 grudnia 1978 roku trafił do aresztu do Rikers Island na 55 dni za zaatakowanie Todda Smitha (brata Patti Smith) podczas koncertu Skafish. Za kaucją wyszedł z więzienia 1 lutego 1979 roku.
2 lutego 1979 roku poszedł na spotkanie do swojej nowej dziewczyny Michele Robinson do jej mieszkania w Nowym Jorku. Jego matka Anne, która także była w apartamencie (również kiedyś uzależniona od narkotyków), miała przy sobie heroinę od swojego chłopaka Petera Kodicka. Tej nocy Vicious przedawkował, a o godzinie 3 w nocy położył się do łóżka z Michelle. Według słów sierżanta Richarda Housemana, Sid chciał wziąć dawkę heroiny, na co nie zgadzała się Michelle i o czym powiadomiła jego matkę. Przed śmiercią w 1996 roku, Anne wyjawiła dziennikarzowi Alanowi G. Parkerowi, że celowo podała Sidowi śmiertelną dawkę narkotyku – choć nie podała powodu, dziennikarz uważa, że chciała uchronić go przed doświadczeniem powrotu do więzienia. Martwe ciało Sida znaleziono rano. Kilka dni po jego kremacji, matka znalazła list samobójczy syna, w którym ten napisał, że chce być pochowany obok swojej ukochanej, ubrany w skórzaną kurtkę, dżinsy i motocyklowe buty.
Nancy Spungen była żydówką i została pochowana na żydowskim cmentarzu, stąd też Vicious nie mógł być pochowany obok niej. Według książki Please Kill Me: The Uncensored Oral History of Punk, prochy Sida zostały rozrzucone nad jej grobem przez jego matkę i Jerry’ego Only'ego z The Misfits.

## Dyskografia

### Sex Pistols
Albumy studyjne
- Never Mind the Bollocks, Here’s the Sex Pistols (Virgin, 1977)

Kompilacje i albumy koncertowe
- The Great Rock ’n’ Roll Swindle (Virgin, 1979)
- Some Product: Carri on Sex Pistols (Virgin, 1979)
- Flogging a Dead Horse (Virgin,1980)
- Kiss This (Virgin, 1992)
- Never Mind the Bollocks / Spunk (Virgin, 1996)
- Filthy Lucre Live (Virgin, 1996)
- The Filth and the Fury (Virgin, 2000)
- Jubilee (Virgin, 2002)
- Sex Pistols Boxed Set (Virgin, 2002)

Single
- „Anarchy in the U.K.” – 1976
- „God Save the Queen” – 1977
- „Pretty Vacant” – 1977
- „Holidays in the Sun” – 1977
- „(I'm Not Your) Steppin' Stone” – 1980

### Vicious White Kids
Albumy studyjne
- The Vicious White Kids featuring Sid Vicious

Single
- „C’mon Everybody”
- „Steppin' Stone”
- „Don't Gimme No Lip"
- „I Wanna Be Your Dog”
- „Belsen Was A Gas”
- „Chatterbox"
- „Tight Pants (Shake Appeal)”
- „Somethin' Else”
- „My Way”

### Kariera solowa
Single
- „My Way” – 1978
- „Something Else” (9 lutego 1979)
- „C'mon Everybody” (22 czerwca 1979)

### Albumy
- Sid Sings

## Film
- Sex Pistols Number One (1976, reż. Derek Jarman)
- Jubilee (1978, reż. Derek Jarman)
- Will Your Son Turn into Sid Vicious? (1978)
- The Great Rock‘n’Roll Swindle (1979, reż. Julien Temple, VHS, Virgin Films)
- The Punk Rock Movie (1979, reż. Don Letts)
- Mr. Mike's Mondo Video (1979, reż. Michael O'Donoghue)
- Dead on Arrival (1981, reż. Lech Kowalski)
- Sid and Nancy: Love Kills (1986, reż. Alex Cox)
- Buried Alive (1991, Sex Pistols)
- Decade (1991, Sex Pistols)
- Bollocks to Every (1995, Sex Pistols)
- Filth to Fury (1995, Sex Pistols)
- Classic Chaotic (1996, Sex Pistols)
- Kill the Hippies (1996, Sex Pistols, VHS)
- The Filth And The Fury (2000, reż. Julien Temple, VHS/NTSC)
- Live at the Longhorn (2001, Sex Pistols)
- Live at Winterland (2001, Sex Pistols, DVD)
- Never Mind the Bollocks Here's the Sex Pistols (2002, Sex Pistols, VHS/DVD)
- Punk Rockers (2003, Sex Pistols, DVD)
- Blood on the Turntable: The Sex Pistols (2004, reż. Steve Crabtree)
- Music Box Biographical Collection (2005, Sex Pistols, DVD)
- Punk Icons (2006, Sex Pistols, DVD)
- Chaos! Ex Pistols Secret History: The Dave Goodman Story (2007, Sex Pistols, DVD)
- Pirates of Destiny (2007, reż. Tõnu Trubetsky, DVD)
- Rock Case Studies (2007, Sex Pistols, DVD)
- In Search of Sid (2009, BBC Radio 4, Jah Wobble)[7]